# ピーター・オトゥール
ピーター・シェイマス・オトゥール（Peter Seamus O'Toole, 1932年8月2日 - 2013年12月14日）は、アイルランドの俳優。シリアスで濃厚なドラマから軽妙なコメディまでこなす演技派として知られる。

## 生い立ち
アイルランド自由国ゴールウェイ県コネマラ山地生まれ。

## キャリア

### 舞台
リーズで地元の新聞社に勤めていたが、アマチュア劇団に参加して1949年に初舞台を踏む。イギリス海軍を除隊後、奨学金を得て王立演劇学校に入学する。1955年にプロ・デビューし、当初は舞台俳優としてシェイクスピア劇を中心に活動した。

### 映画
1960年の『海賊船』で映画デビューする。

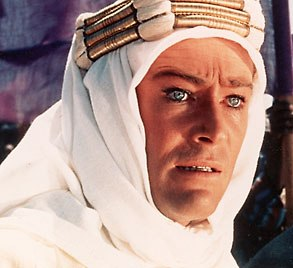
『アラビアのロレンス』

1962年に『アラビアのロレンス』で監督デヴィッド・リーンに抜擢され、主役を演じる。188cmの長身と緑青色の眼が印象的なロレンスが話題を呼び、英国アカデミー賞 主演男優賞を受賞。アカデミー主演男優賞に初ノミネートされる。

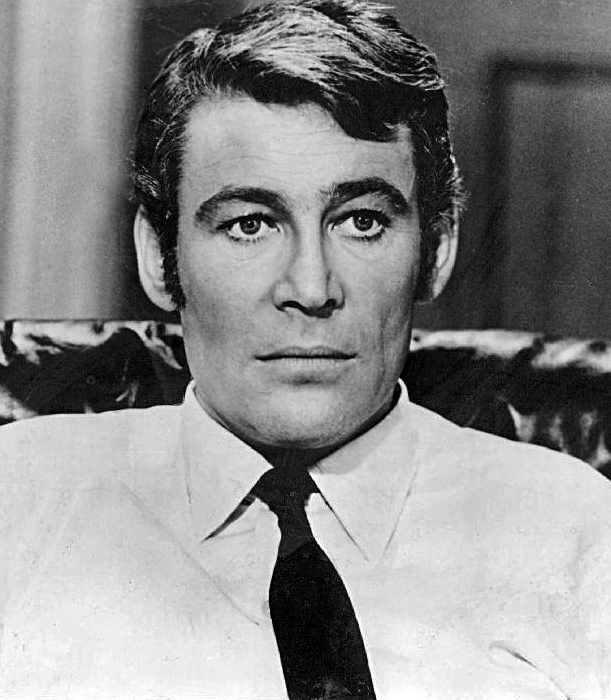
1968年

1968年には大女優キャサリン・ヘップバーンと共演した『冬のライオン』でヘップバーン相手にヘンリー2世を堂々と演じ、ゴールデングローブ賞 主演男優賞 (ドラマ部門)を受賞。その翌年にも『チップス先生さようなら』でゴールデングローブ賞 主演男優賞 (ミュージカル・コメディ部門)を受賞。しかし、両作品でもアカデミー主演男優賞はノミネート止まりに終わった。
その後も1987年のアカデミー作品賞受賞作品『ラストエンペラー』など数々の名作に出演し、計8回もアカデミー賞にノミネートされながら一度も受賞していなかったが、2003年にアカデミー名誉賞（第75回）を受賞した。
権力者を演じることが多く、独裁者や王役を多く演じた。『ベケット』と『冬のライオン』では、どちらともヘンリー2世を演じている。
2012年7月10日に俳優業からの引退を表明した。

## 私生活
1959年に舞台女優のシアン・フィリップスと結婚、ケイトとパトリシアの2人の娘をもうけるが、1979年に離婚した。長女ケイトは女優になった。1975年に腹部の悪性腫瘍のため余命幾ばくもないと告知を受けたが、手術を受けて奇跡的に回復した。1983年には交際していた女性との間に息子が1人生まれている。
リチャード・ハリスは長年の親友かつ飲み友達であった。そのため、ハリスの死後には遺族の強い希望もあり、彼が演じていた「ハリー・ポッターシリーズ」のアルバス・ダンブルドア役の後任候補にオトゥールの名も挙がっていた。オトゥールもハリスの遺族の希望に応えようと慎重に検討しており、シリーズのプロデューサー兼ディレクターを務めていたクリス・コロンバスとは複数回のミーティングを行い、最終交渉にも立ち会ったが、ハリスとの親しすぎる関係もあり、「友を悼みながら演技をするのは辛い」と丁寧に断ったという。

### 死去
長い闘病生活を送っていたが、2013年12月14日、ロンドン市内の病院で死去した。81歳没。死去の直前に完成した映画『Diamond Cartel』が、2017年に全米公開され、本作がピーターの遺作となった。

## その他
- 1965年3月と1992年のハウステンボスのCM撮影時に来日している。

## 出演作品

### 映画
| 公開年 | 邦題 原題                                                                            | 役名                           | 備考                                                              |
| ------ | ------------------------------------------------------------------------------------ | ------------------------------ | ----------------------------------------------------------------- |
| 1960   | 海賊船 Kidnapped                                                                     | ロビン                         |                                                                   |
| 1960   | バレン The Savage Innocents                                                          | 最初の警官                     |                                                                   |
| 1962   | アラビアのロレンス Lawrence of Arabia                                                | T・E・ロレンス                 | 英国アカデミー賞 主演男優賞 受賞                                  |
| 1964   | ベケット Becket                                                                      | ヘンリー2世                    | ゴールデングローブ賞 主演男優賞 (ドラマ部門) 受賞                 |
| 1965   | ロード・ジム Lord Jim                                                                | ロード・ジム                   |                                                                   |
| 1965   | 何かいいことないか子猫チャン What's New, Pussycat                                    | マイケル・ジョーンズ           |                                                                   |
| 1966   | おしゃれ泥棒 How to Steal a Million\|How to Steal a Million                          | サイモン・デルモット           |                                                                   |
| 1966   | 天地創造 The Bible: In the Beginning...                                              | 3人の天使                      |                                                                   |
| 1967   | 将軍たちの夜 The Night of the Generals                                               | タンツ中将                     |                                                                   |
| 1967   | 007 カジノロワイヤル Casino Royale                                                   | バグパイプ奏者                 | カメオ出演                                                        |
| 1968   | 冬のライオン The Lion in Winter                                                      | ヘンリー2世                    | ゴールデングローブ賞 主演男優賞 (ドラマ部門) 受賞                 |
| 1969   | チップス先生さようなら Goodbye, Mr. Chips                                            | アーサー・チップス             | ゴールデングローブ賞 主演男優賞 (ミュージカル・コメディ部門) 受賞 |
| 1971   | マーフィの戦い Murphy's War                                                          | マーフィ                       |                                                                   |
| 1972   | ラ・マンチャの男 Man of La Mancha                                                    | ドン・キホーテ                 |                                                                   |
| 1975   | ローズバッド Rosebud                                                                 | ラリー・マーティン             |                                                                   |
| 1978   | パワープレイ Power Play                                                              | ゼラー大佐                     |                                                                   |
| 1979   | ズールー戦争/野望の大陸 Zulu Dawn                                                    | チェムスフォード卿             |                                                                   |
| 1980   | スタントマン The Stunt Man                                                           | イーライ・クロス               |                                                                   |
| 1980   | カリギュラ Caligula                                                                  | ティベリウス                   |                                                                   |
| 1984   | キム/ある少年の闘いと冒険の物語 Kim                                                  |                                |                                                                   |
| 1984   | スーパーガール Supergirl                                                             | ザルター                       |                                                                   |
| 1985   | クリエイター Creator                                                                 | ハリー                         |                                                                   |
| 1986   | クラブ・パラダイス Club Paradise                                                     | アンソニー・クロイドン・ヘイズ |                                                                   |
| 1987   | ラストエンペラー The Last Emperor                                                    | レジナルド・ジョンストン       |                                                                   |
| 1988   | プランケット城への招待状 High Spirits                                                | ピーター・プランケット         |                                                                   |
| 1989   | ムーンリットナイト In una notte di chiaro di luna                                    |                                |                                                                   |
| 1990   | ホドロフスキーの虹泥棒 The Rainbow Thief                                             | メレアーグラ                   | 日本では2016年に公開                                              |
| 1991   | ラルフ一世はアメリカン King Ralph                                                    | セドリック・ウィリンガム卿     |                                                                   |
| 1997   | フェアリーテイル FairyTale: A True Story                                             | アーサー・コナン・ドイル       |                                                                   |
| 1998   | ファントム Phantoms                                                                  | ティモシー・フライト           |                                                                   |
| 2002   | ファイナル・ステージ The Final Curtain                                               | J・J・カーティス               |                                                                   |
| 2003   | ヒットラー Hitler: The Rise of Evil                                                  | パウル・フォン・ヒンデンブルク | テレビ映画                                                        |
| 2003   | ローマン・エンパイア Imperium: Augustus                                              | アウグストゥス                 | テレビ映画                                                        |
| 2004   | トロイ Troy                                                                          | プリアモス                     |                                                                   |
| 2005   | 名犬ラッシー Lassie                                                                  | ラドリング公爵                 |                                                                   |
| 2006   | ヴィーナス Venus                                                                     | モーリス                       |                                                                   |
| 2007   | レミーのおいしいレストラン Ratatouille                                               | アントン・イーゴ               | 声の出演                                                          |
| 2007   | スターダスト Stardust                                                                | ストームホールド王             |                                                                   |
| 2012   | 大いなる勝利のために メキシコ革命1926 For Greater Glory: The True Story of Cristiada | クリストファー神父             |                                                                   |

### テレビ
| 放映年 | 邦題 原題                           | 役名                                 | 備考         |
| ------ | ----------------------------------- | ------------------------------------ | ------------ |
| 1981   | 炎の砦マサダ Masada                 | コルネリウス・フラヴィウス・シルヴァ | ミニシリーズ |
| 1999   | ヴァージン・ブレイド Joan of Arc    | ピエール・コーション                 | ミニシリーズ |
| 2008   | THE TUDORS〜背徳の王冠〜 The Tudors | パウルス3世                          | 7エピソード  |